# Sicyodes olivescens
Sicyodes olivescens är en fjärilsart som beskrevs av W. Warren 1898. Sicyodes olivescens ingår i släktet Sicyodes och familjen mätare. Inga underarter finns listade i Catalogue of Life.